# Stangeriovité
Stangeriovité (Stangeriaceae) jsou čeleď rostlin ve třídě cykasy. Stangeriovité rostliny jsou tvořeny dvěma rody s pouze třemi druhy:
- Stangerie: stangerie plstnatá - Afrika
- Bowenie: bowenie obdivuhodná a bowenie pilovitá - Austrálie

## Taxonomie
Čeleď stangeriovité má na rozdíl od ostatních cykasů na lístcích jak středovou žílu, tak i boční žilky. Tento popis je poněkud komplikovanější u rodu bowenia. U bowenií středová žíla není patrná, nicméně vývoj bowenií naznačuje, že kdysi existující středová žíla se rozpoltila a u bowenií tak vznikly dva nezávislé lístky.
Zde uváděná systemizace pochází z detailní kladistické analýzy Dennise Stevensona z roku 1990, upravené v roce 1992.
Čeleď: Stangeriaceae
Podčeleď: Stangerioideae
Stangeria. Typ: Stangeria eriopus
Podčeleď: Bowenioideae
Bowenia. Typ: Bowenia spectabilis